# USS Haverfield (DE-393)
USS Haverfield (DE-393/DER-393) là một tàu hộ tống khu trục lớp Edsall từng phục vụ cùng Hải quân Hoa Kỳ trong Chiến tranh Thế giới thứ hai. Nó là chiếc tàu chiến duy nhất của Hải quân Hoa Kỳ được đặt cái tên này, theo tên Thiếu úy Hải quân James Wallace Haverfield (1917-1941), người từng phục vụ trên thiết giáp hạm Arizona (BB-39) và đã tử trận trong cuộc Tấn công Trân Châu Cảng vào ngày 7 tháng 12, 1941. Nó đã phục vụ cho đến khi chiến tranh kết thúc, xuất biên chế năm 1947, rồi được xếp lại lớp như một tàu hộ tống khu trục cột mốc radar DER-393 để tiếp tục phục vụ từ năm 1955 đến năm 1969, cũng như đã từng tham gia các chiến dịch trong cuộc Chiến tranh Việt Nam. Con tàu cuối cùng bị bán để tháo dỡ vào năm 1971. Haverfield được tặng thưởng danh hiệu Đơn vị Tuyên dương Tổng thống cùng một Ngôi sao Chiến trận do thành tích phục vụ trong Thế Chiến II, rồi thêm năm Ngôi sao Chiến trận khác khi hoạt động tại Việt Nam.

## Thiết kế và chế tạo
Lớp Edsall có thiết kế hầu như tương tự với lớp Cannon dẫn trước; khác biệt chủ yếu là ở hệ thống động lực Kiểu FMR do được trang bị động cơ diesel Fairbanks-Morse dẫn động qua hộp số giảm tốc đến trục chân vịt. Đây là cấu hình động cơ được áp dụng rộng rãi trên tàu ngầm, được chứng tỏ là có độ tin cậy cao hơn so với lớp Cannon.
Vũ khí trang bị bao gồm ba pháo 3 in (76 mm)/50 cal trên tháp pháo nòng đơn có thể đối hạm hoặc phòng không, một khẩu đội pháo phòng không Bofors 40 mm nòng đôi và tám pháo phòng không Oerlikon 20 mm. Vũ khí chống ngầm bao gồm một dàn súng cối chống tàu ngầm Hedgehog Mk. 10 (có 24 nòng và mang theo 144 quả đạn); hai đường ray Mk. 9 và tám máy phóng K3 Mk. 6 để thả mìn sâu. Con tàu vẫn giữ lại ba ống phóng ngư lôi Mark 15 21 inch (533 mm), và được trang bị radar SC dò tìm không trung và mặt biển. Thủy thủ đoàn đầy đủ bao gồm 186 sĩ quan và thủy thủ.
Haverfield được đặt lườn tại xưởng tàu của hãng Brown Shipbuilding ở Houston, Texas vào ngày 1 tháng 7, 1943. Nó được hạ thủy vào ngày 30 tháng 8, 1943, được đỡ đầu bởi bà George Tracy (Bessie) Haverfield, mẹ của thiếu úy Haverfield, và nhập biên chế cùng Hải quân Hoa Kỳ vào ngày 29 tháng 11, 1943 dưới quyền chỉ huy của Hạm trưởng, Thiếu tá Tuần duyên Jerry A. Matthews, Jr.

## Lịch sử hoạt động

### 1943 - 1947
Sau khi hoàn tất việc chạy thử máy huấn luyện tại vùng biển Caribe, Haverfield gia nhập một đội đặc nhiệm tìm-diệt tàu ngầm (HUK), được hình thành chung quanh tàu sân bay hộ tống Bogue (CVE-9), để tuần tra dọc theo các tuyến hàng hải vượt Đại Tây Dương để truy tìm tàu ngầm U-boat Đức. Đội đặc nhiệm khởi hành từ Norfolk, Virginia vào ngày 26 tháng 2, 1944, và với sự giúp đỡ của tàu frigate Canada Prince Rubert (K324) và máy bay của Không quân Hoàng gia Anh, họ đã tấn công bằng mìn sâu và hải pháo để đánh chìm tàu ngầm U-575 vào ngày 23 tháng 3 tại vị trí về phía Bắc quần đảo Azores, ở tọa độ 46°18′B 27°34′T / 46,3°B 27,567°T; 18 thành viên thủy thủ đoàn chiếc U-boat đã tử trận, và 37 người sống sót bị bắt làm tù binh, trong đó bảy người được Haverfield cứu vớt.
Haverfield tiếp tục tuần tra rồi đi đến Casablanca, Maroc thuộc Pháp, nơi nó trình diện để phục vụ cùng Tư lệnh Tiền phương biển Maroc và bàn giao số tù binh Đức vào ngày 18 tháng 3. Sau khi quay trở về Norfolk, nó lại khởi hành cho chuyến tuần tra thứ hai cùng với đội HUK cùa Bogue vào ngày 5 tháng 5. Phối hợp với một đội HUK khác được hình thành chung quanh tàu sân bay hộ tống Block Island (CVE-21), vào ngày 13 tháng 5, họ đã đánh chìm được tàu ngầm Nhật Bản RO-501 (nguyên là chiếc U-1224 của Đức vừa chuyển giao cho Nhật Bản vào ngày 15 tháng 2, 1944) ở về phía Tây Bắc quần đảo Cape Verde, ở tọa độ 18°08′B 33°13′T / 18,133°B 33,217°T.
Đi đến Casablanca vào ngày 29 tháng 5, Haverfield được lệnh ra khơi khẩn cấp ngay đêm hôm đó để trợ giúp tìm kiếm những người sống sót từ Block Island, sau khi chiếc tàu sân bay hộ tống trúng ngư lôi phóng từ tàu ngầm U-549 và đắm ngoài khơi quần đảo Canary. Haverfield đã cứu vớt một phi công trong số sáu máy bay tiêm kích của Block Island đang bay khi chiếc tàu sân bay đắm, nhưng không thể tìm thấy năm phi công còn lại. Sau đó nó tiếp tục hoạt động tuần tra tìm diệt tàu ngầm tại Đại Tây Dương cho đến khi chiến tranh kết thúc tại Châu Âu.
Chuẩn bị để được điều động sang khu vực Mặt trận Thái Bình Dương, Haverfield được đại tu tại Xưởng hải quân Boston ở Boston, Massachusetts trước khi thực hành huấn luyện tại vịnh Guantánamo, Cuba. Con tàu băng qua kênh đào Panama vào ngày 19 tháng 7, và đi đến San Diego, California trước khi tiếp tục hành trình hướng sang vùng biển Hawaii. Nó đi đến Trân Châu Cảng vào ngày 1 tháng 8, nhưng vẫn đang thực hành huấn luyện tại đây khi Nhật Bản chấp nhận đầu hàng vào ngày 15 tháng 8, giúp chấm dứt vĩnh viễn cuộc xung đột.
Phục vụ cùng lực lượng chiếm đóng, Haverfield làm nhiệm vụ hộ tống các đoàn tàu vận tải đi từ Saipan đến Okinawa, rồi tuần tra dọc theo bờ biển Trung Quốc trước khi lên đường quay trtở về Hoa Kỳ, về đến Boston vào ngày 15 tháng 2. Nó chuyển đến Green Cove Springs, Florida vào ngày 25 tháng 3, 1946 và bắt đầu được chuẩn bị để ngừng hoạt động, rồi được cho xuất biên chế tại đây vào ngày 30 tháng 6, 1947 và được đưa về Hạm đội Dự bị Đại Tây Dương.

### 1955 - 1969
Sau hơn tám năm bị bỏ không trong thành phần dự bị, Haverfield dự định sẽ được cải biến thành một tàu hộ tống khu trục cột mốc radar. Nó được kéo đến Xưởng hải quân Philadelphia ở Philadelphia, Pennsylvania để được đại tu và hiện đại hóa, bao gồm những dàn radar và thiết bị điện tử tiên tiến nhất. Con tàu phải bổ sung 50 tấn đồ dằn dưới lườn tàu nhằm cân bằng với trọng lượng nặng chất thêm lên cấu trúc thượng tầng. Nó được xếp lại lớp và mang ký hiệu lườn mới DER-393 vào ngày 2 tháng 9, 1954, rồi được tái biên chế trở lại vào ngày 4 tháng 1, 1955.
Sau khi hoàn tất việc chạy thử máy huấn luyện tại vùng bờ Đông, Haverfield băng qua kênh đào Panama và ghé qua San Diego, California để đi đến cảng nhà mới Seattle, Washington vào ngày 23 tháng 7. Nó phục vụ trong vai trò soái hạm cho Hải đội Hộ tống 5 đồng thời đảm nhiệm vai trò tàu cột mốc radar tại Đường cảnh báo sớm từ xa - (DEW: Distant Early Warning) Line - dọc theo vùng bờ Tây nhằm cảnh báo sớm khả năng bị máy bay ném bom chiến lược hay tên lửa đạn đạo đối phương tấn công. Sau năm năm hoạt động trong vai trò này, nó chuyển đến Trân Châu Cảng vào ngày 10 tháng 4, 1959 cho nhiệm vụ tương tự tại hàng rào Thái Bình Dương, rồi một lần nữa chuyển cảng nhà đến Apra Harbor, Guam vào ngày 16 tháng 5, 1960. Ngoài nhiệm vụ thường lệ, con tàu còn hoạt động khảo sát tại vùng Lãnh thổ Ủy thác nhằm đảm bảo an ninh và quyền lợi của người dân bản địa.
Haverfield đã tham gia vào Chiến dịch Cosmos, phục vụ canh phòng tìm kiếm và giải cứu dọc theo tuyến đường bay nhân chuyến công du của Tổng thống Dwight D. Eisenhower viếng thăm chính thức các nước Đông Á. Đến ngày 30 tháng 6, 1960, nó hoạt động cùng với tàu lặn Trieste trong việc thám hiểm rãnh Mariana, rãnh sâu nhất thế giới tại Thái Bình Dương, đạt đến độ sâu 19.300 ft (5.900 m). Sau đó nó tiếp tục thực hành chống tàu ngầm và phục vụ tìm kiếm và giải cứu tại các khu vực quần đảo Bonin, Mariana và Caroline.
Trong gần năm năm, Haverfield phục vụ chủ yếu tại vùng Lãnh thổ Ủy thác Thái Bình Dương, nhưng cũng có hai lượt được phái sang hoạt động tại khu vực Tây Thái Bình Dương. Nó đi đến Nhật Bản vào tháng 10, 1960, trở thành tàu hộ tống khu trục cột mốc radar đầu tiên được phối thuộc cùng Đệ Thất hạm đội; rồi đến tháng 10, 1961 con tàu lại được phái sang Viễn Đông để thay phiên cho tàu khu trục John R. Craig (DD-885) trong hoạt động tuần tra tại eo biển Đài Loan, nơi tiềm ẩn nguy cơ xung đột giữa lực lượng Cộng sản với phe Quốc dân Đảng. Nó tiếp tục thực hiện các cuộc tuần tra ngoài khơi Đài Loan cho đến ngày 10 tháng 1, 1962, khi nó đi ngang qua Nhật Bản để quay trở về Guam. Vào tháng 11, 1962, sau khi cơn bão Karen gây ra nhiều thiệt hại cho Guam, con tàu là chiếc tàu đầu tiên có mặt tại Apra Harbor, mang theo hàng cứu trợ và đã trợ giúp vào hoạt động phục hồi.
Quay trở lại Trân Châu Cảng vào tháng 3, 1965, Haverfield gia nhập Hải đội Hộ tống 5 rồi lên đường vào ngày 19 tháng 6 để tham gia hoạt động trong cuộc Chiến tranh Việt Nam. Nó bắt đầu hoạt động trong khuôn khổ Chiến dịch Market Time, một hoạt động tuần tra nhằm ngăn chặn và tiêu diệt tàu thuyền của phía Bắc Việt Nam vận chuyển vũ khí và đạn dược xâm nhập vào Nam Việt Nam, làm nhiệm vụ này trong bảy tháng tiếp theo trước khi quay trở về Trân Châu Cảng vào ngày 2 tháng 2, 1966. Nó lại khởi hành vào ngày 23 tháng 5 để trở lại vùng biển Việt Nam, tiếp tục các cuộc tuần tra Chiến dịch Market Time chống xâm nhập từ ngày 9 tháng 6. Đến ngày 19 tháng 6, con tàu tham gia vào vụ chặn bắt con tàu với số lượng vũ khí lớn nhất từng được khám phá.
Tàu không số C-187, một tàu đánh cá vỏ sắt dài 100 ft (30 m), bị tàu cutter tuần duyên USCGC Point League (WPB-82304) phát hiện tại cửa sông Cổ Chiên khi tìm cách xâm nhập vào vùng biển Cà Mau. Cuộc truy đuổi có các chiếc Haverfield, John A. Bole (DD-755) và Tortuga (LSD-26) cùng bốn tàu chiến nhỏ của Hải quân Nam Việt Nam tham gia cuối cùng đã khiến con tàu đối phương mắc cạn cách bờ 300 m. Ý định tìm cách phá hủy con tàu của đối phương thất bại, và phía Hoa Kỳ cùng Nam Việt Nam tịch thu khoảng 80 tấn vũ khí và đạn dược, bao gồm súng cối, súng không giật, súng máy và vũ khí chống tăng. Đây là lô vũ khí lớn nhất vận chuyển qua đường thủy từng bị tịch thu cho đến lúc đó.
Haverfield tiếp tục đợt Tuần tra Market Time thêm năm tháng nữa; ngoài ra nó còn bắn hải pháo vào ngày 6 tháng 9 xuống một vị trí của đối phương trên đảo Phú Quốc trước khi quay trở về Trân Châu Cảng vào ngày 6 tháng 12. Con tàu có lượt hoạt động cuối cùng tại Việt Nam từ cuối tháng 4, 1967. Nó được cho xuất biên chế tại Trân Châu Cảng vào ngày 2 tháng 6, 1969, và rút tên khỏi danh sách Đăng bạ Hải quân cùng ngày hôm đó. Con tàu cuối cùng bị bán cho hãng Chi Shun Hua Steel Co. Ltd. tại Cao Hùng, Đài Loan để tháo dỡ vào ngày 15 tháng 12, 1971.

## Phần thưởng
Haverfield được tặng thưởng danh hiệu Đơn vị Tuyên dương Tổng thống cùng một Ngôi sao Chiến trận do thành tích phục vụ trong Thế Chiến II, rồi thêm năm Ngôi sao Chiến trận khác khi hoạt động tại Việt Nam.
|             |                           |  |
| Bronze star |                           |  |
| Silver star | Bronze star · Bronze star |  |

| Dãi băng Hoạt động Tác chiến (truy tặng)                                     | Đơn vị Tuyên Dương Tổng thống                                               | Huân chương Chiến dịch Hoa Kỳ                       |
| Huân chương Chiến dịch Châu Âu-Châu Phi-Trung Đông với 1 Ngôi sao Chiến trận | Huân chương Chiến thắng Thế Chiến II                                        | Huân chương Phục vụ Phòng vệ Quốc gia               |
| Huân chương Phục vụ Việt Nam với 5 Ngôi sao Chiến trận                       | Huân chương Anh Dũng Bội Tinh (Việt Nam Cộng Hòa) với 2 Ngôi sao Chiến trận | Huân chương Chiến dịch Bội Tinh (Việt Nam Cộng Hòa) |